# Distriktssekreterare

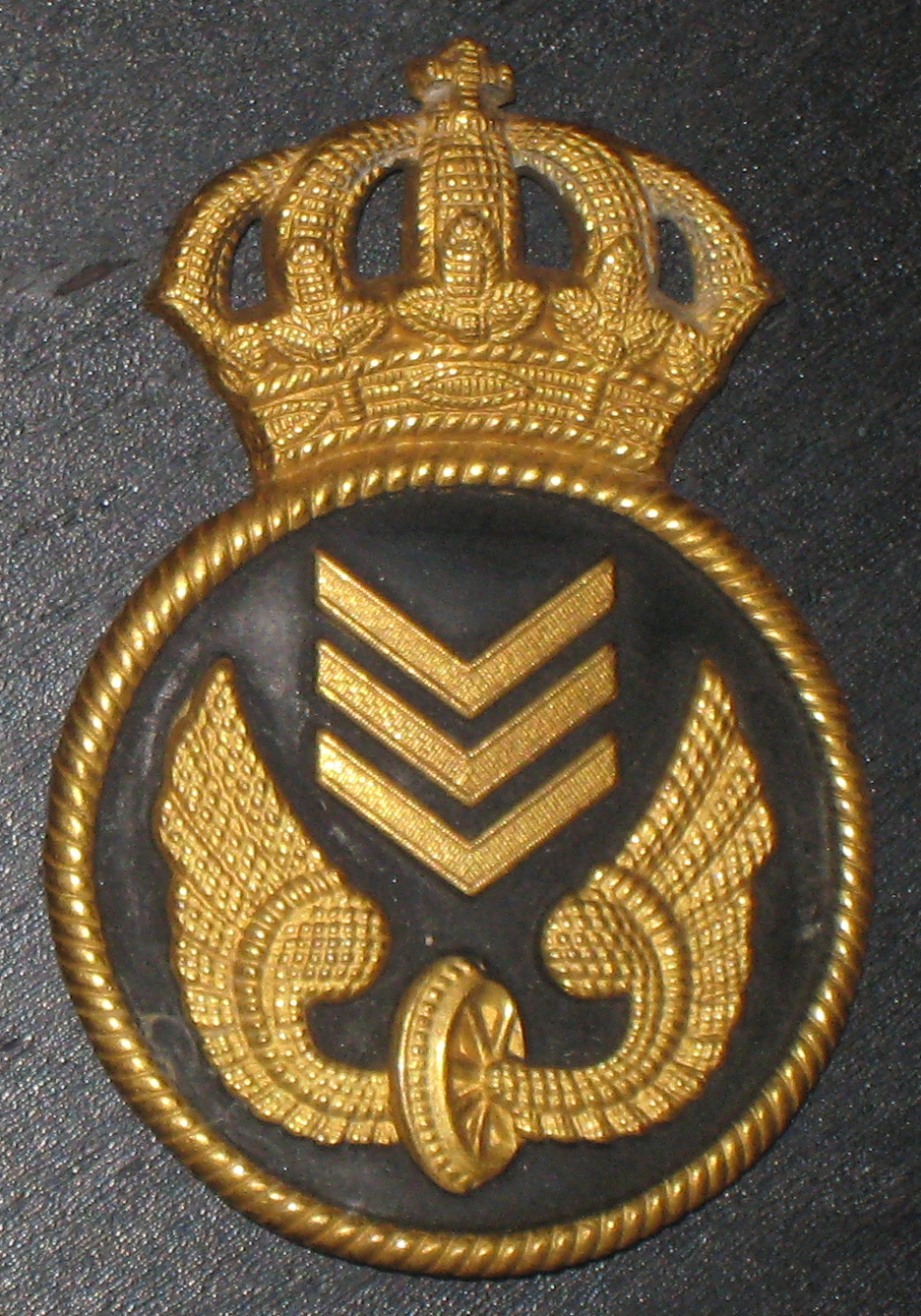
Äldre emblem för Statens järnvägar (SJ).

Distriktssekreterare var en högre järnvägstjänsteman, som inom ett av Statens Järnvägars fem distrikt, hade som åliggande att bland annat uppsätta av distriktsförvaltningen beslutade skrivelser och övriga expeditioner.